# Herrmannův katalyzátor
Herrmannův katalyzátor je organopalladnatá sloučenina používaná jako katalyzátor Heckových reakcí; jedná se o žlutou pevnou látku stálou na vzduchu a rozpustnou v organických rozpouštědlech. Při reakcích se z molekuly odděluje acetátová skupina a vazba Pd-C je protonolyzována za vzniku zdroje PdP(o-tol)3.
Připravuje se reakcí tris(o-tolyl)fosfinu s octanem palladnatým:
2 Pd(OAc)2 + 2 P(C6H4CH3)3 → 2 HOAc + Pd2(OAc)2[P(C6H4CH2)(C6H4CH3)2]2
Byly vyvinuty i různé analogy Hermannova katalyzátoru, například palladacykly získané z  2-aminobifenylu.